# Giuncaggio
Giuncaggio település Franciaországban, Haute-Corse megyében. Lakosainak száma 81 fő (2022. január 1.). Giuncaggio Pietraserena, Aléria, Antisanti, Pancheraccia és Piedicorte-di-Gaggio községekkel határos.

## Népesség
A település népességének változása:
| Lakosok száma | 148  | 131  | 76   | 67   | 51   | 50   | 62   | 69   | 70   | 81   |
|               | 1968 | 1982 | 1990 | 2006 | 2013 | 2015 | 2017 | 2019 | 2020 | 2022 |